# Gulfstream G550
Gulfstream G500 in G550 sta dvomotorni reaktivni poslovni letali ameriškega proizvajalca Gulfstream Aerospace (divizija podjetja General Dynamics). Kdaj se tudi uporablja rimska oznaka Gulfstream V-SP. Izdelali so več kot 300 poslovnih letal te družine. 
G500 je različica z manjšim dosegom, ki je dobila FAA certifikacijo leta 2003.  G500 ima podoben zunanji izgled, PlaneView kokpit, nima pa sistema Enhanced Vision System (EVS). G500 ima manjšo kapaciteto goriva in dolet 10 700 kilometrov.
G550 različica (uradno Gulfstream V-SP) ima večji dolet 12500 kilometrov, največ v svojem razredu.. V kokpitu ima 4 prikazovalnike Honeywell DU-1310 EFIS, EVS in HUD. Lahko pristaja v pogojih nizke vidljivosti. Zgradili so več kot 182 G550 do leta 2008.
Gulfstream 550 je konkurent poslovnim letalom, kot so Airbus Corporate Jets, Boeing Business Jet in Bombardier Global Express.
Tlak v potniški kabini je enak višini 6000 čevljev (1800 metrov), kar je bolj udobno kot 8000 čevljev pri večini konkurentov. 

## Tehične specifikacije (G500)
- Posadka: 2 pilota
- Kapaciteta: 14–19 potnikov
- Dolžina: 96 ft 5 in (29,4 m)
- Razpon kril: 93 ft 6 in (28,5 m)
- Višina: 25 ft 10 in (7,9 m)
- Prazna teža: 48 000 lb (21 800 kg)
- Naložena teža: 54 500 lb (24 700 kg)
- Uporaben tovor: 6 500 lb (2 950 kg)
- Maks. vzletna teža: 85 100 lb (38 600 kg)
- Motorji: 2 × Rolls-Royce BR710 turbofan, 15 385 lbf (68,44 kN) vsak
- Maks. teža za taksiranje: 85 500 lb (38 800 kg)
- Maks. pristajalna teža: 75 300 lb (34 200 kg)
- Maks. teža goriva: 35 200 lb (16 000 kg)
- Dimenzije kabine: volumen 1 669 ft³ (47,3 m³), višina: 6 ft 2 in (1,88 m), širina: 7 ft 4 in (2,24 m)

- Maks. hitrost: 0,885 Mach (585 mph, 941 km/h)
- Potovalna hitrost: 488 vozlov (562 mph, 0.85 Mach, 904 km/h)
- Dolet: 5,800 nmi (6,648 mi, 10,700 km)
- Višina leta (servisna): 51 000 ft (15 500 m)
- Vzletna razdalja: 5 150 ft (1 570 m)
- Pristajalna razdalja: 2 770 ft (880 m)

## Tehične specifikacije (G550)
- Posadka: 2 pilota
- Kapaciteta: 14–19 potnikov
- Dolžina: 96 ft 5 in (29,4 m)
- Razpon kril: 93 ft 6 in (28,5 m)
- Višina: 25 ft 10 in (7,9 m)
- Prazna teža: 48 300 lb (21 900 kg)
- Naložena teža: 54 500 lb (24 700 kg)
- Uporaben tovor: 6 200 lb (2 800 kg)
- Maks. vzletna teža: 91 000 lb (41 300 kg)
- Motorji: 2 × Rolls-Royce BR710 turbofan, 15 385 lbf (68,44 kN) vsak
- Maks.teža za taksiranje: 91 400 lb (41 500 kg)
- Maks. pristajalna teža: 75 300 lb (34 200 kg)
- Največja teža goriva: 41 300 lb (18 700 kg)
- Dimenzije kabine: volumen: 1 669 ft³ (47,3 m³), višina: 6 ft 2 in (1,88 m), širina: 7 ft 4 in (2,24 m)
- Kapaciteta prostora za prtljago: 226 ft³ (6,4 m³)

- Maks. hitrost: 0,885 Mach (585 mph, 941 km/h)
- Potovalna hitrost: 488 vozlov (562 mph, 0,85 Mach, 904 km/h)
- Dolet: 6 750 nmi (7 768 milj, 12 500 km)
- Višina leta (servisna): 51 000 ft (15 500 m)
- Vzletna razdalja: 5 910 ft (1 800 m)
- Pristajalna razdalja: 2 770 ft (880 m)